# Jurjen Ferdinand Koksma
Jurjen Ferdinand Koksma (Heerenveen, 21 de abril de 1904 — Amsterdam, 17 de dezembro de 1964) foi um matemático neerlandês.
Era especialista em teoria analítica dos números.

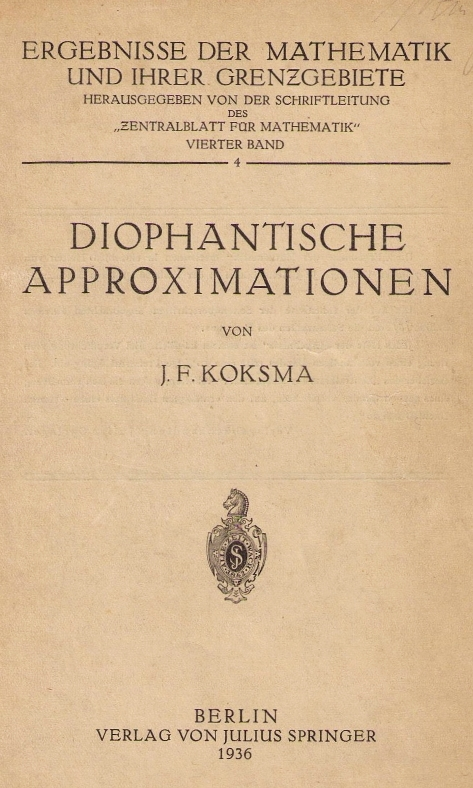
Diophantische Approximationen (1936)

Koksma obteve o doutorado (cum laude) em 1930 na Universidade de Groningen, orientado porr Johannes van der Corput, coma a tese sistemas de desigualdades diofantinas. Então com 26 anos de idade, foi convidado para ser professor da Vrije Universiteit Amsterdam. Aceitou o convite e em 1930 tornou-se o primeiro professor de matemática da universidade. Koksma foi um dos fundadores do Centrum Wiskunde & Informatica.
Uma das principais obras de Koksma é o livro Diophantische Approximationen, publicado em 1936 pela Springer. Ele também escreveu diversos artigos com Paul Erdős.
Koksma teve dois irmão, ambos também matemáticos: Jan Koksma e Marten Koksma.